# Ír EU-elnökség (2013)
2013 első felében Írország tölti be az Európai Unió (EU) Tanácsában az elnöki tisztséget. Írország hetedik elnökségével (1975, 1979, 1984, 1990, 1996, 2004 után) egy új, Litvániával és Görögországgal alkotott elnökségi trojka veszi kezdetét. 
Írország vezetése alatt, 2013. január 1-jén lépett életbe az unió 25 tagállama által 2012 márciusában aláírt (csak az azt aláíró eurózónatagokra nézve kötelező) fiskális paktum. A paktum célja a fiskális fegyelem fokozása és nagyobb ellenőrzés lehetővé tétele az eurózónán belül azáltal, hogy bevezeti az „egyensúlyi költségvetés” szabályát.

## Prioritások
Az ír elnökség legfontosabb feladatának a növekedés beindításához és a munkahelyteremtéshez nélkülözhetetlennek tartott stabilitás megteremtését tűzte ki célul. A krízisből való kilábalást az európai bankrendszer stabilizációján, a bankunió megteremtésén és a gazdaságpolitikai koordináción keresztül tervezi megteremteni, nagy hangsúlyt fektetve a fiatalok munkanélküliségének csökkentésére. Két területet tartanak kulcsfontosságúnak: a digitális gazdaságot (Európa 2020: a digitalizált egységes piac létrejötte és az európai digitális menetrend végrehajtása) és az Európa-szerte 87 millió embert foglalkoztató kis- és közepes vállalkozásokat, „az európai gazdaság gerincét”.
További elnökségi prioritás az Európai Összekapcsolási Eszköz (Connecting Europe Facility) is, amely az Európai Bizottság tervei szerint 2014–2020 között 40 milliárd eurós befektetéssel teremtené meg az EU egységes közlekedési, energetikai, informatikai, távközlési rendszerét, infrastruktúráját.
Tekintve, hogy a ciprusi elnökség alatt, 2012 novemberében tartott rendkívüli uniós csúcstalálkozón a tagállamok állam- és kormányfőinek nem sikerült tető alá hozni a következő, hétéves (2014–2020) költségvetésről („Többéves Pénzügyi Keretről”) szóló megállapodást, ennek az alkufolyamatnak a lezárása is várhatóan az ír elnökség feladata lesz.
Várható továbbá az elnökség ideje alatt a közös európai menekültügyi rendszert támogató jogalkotási munka befejezése.

## Logó
Az Írország, Litvánia, Görögország alkotta triónak nem terveztek közös logót. Az ír elnökség logója stilizált formában európai és helyi szimbólumokat vegyít. A logó grafikai elemeit négy, végtelen spirálban összeolvadó kék színű „e” betű adja; a spirál ősi szimbólumokat idéz fel, köztük a kelta csomózást és a kelta spirált. A végtelenítve összekötött „e” betűk a harmonikus együtt munkálkodásra utalnak.
Az „e” betű egyszerre utal az Európai Unió tagállamaira és Éire-re [ˈeːrʲə], Írország gael nyelvű hivatalos nevére. A négyszeres ismétlés Írország négy évtizedes EU-tagságára (a belépés dátuma 1973. január 1.), a körkörös forma az elnöki tisztség rotációjára is utal. A logó jobb oldalán ír és angol nyelven az Európai Unió Tanácsának ír elnöksége (ír: „Uachtaránacht na hÉireann ar Chomhairle to Aontais Eorpaigh”, angol: „Irish Presidency of the Council of the European Union”) felirat olvasható, valamint az elnökség hivatalos weboldalának címe.

## Fordítás
- Ez a szócikk részben vagy egészben az Irische EU-Ratspräsidentschaft 2013 című német Wikipédia-szócikk ezen változatának fordításán alapul.  Az eredeti cikk szerkesztőit annak laptörténete sorolja fel. Ez a jelzés csupán a megfogalmazás eredetét és a szerzői jogokat jelzi, nem szolgál a cikkben szereplő információk forrásmegjelöléseként.